# E.ON
E.ON AG  es una empresa alemana del sector energético que cotiza en la bolsa de Fráncfort. La empresa forma parte del índice bursátil Euro Stoxx 50, del índice bursátil DAX y del índice Dow Jones Global Titans 50.  Su nombre proviene del latín aeon, derivado del griego αἰών aion, que significa edad o "infinito", al que se le añade el punto para crear significados secundarios de "energía" (E) e "iluminación" (ON).
Opera en más de 30 países y tiene más de 50 millones de clientes. Su director ejecutivo es Leonhard Birnbaum. E.ON fue creada en 2000 mediante la fusión de VEBA y VIAG.

## Generalidades
Tiene su sede en el Brüsseler Platz 1 en Essen. Nació a partir de la fusión entre VEBA (Vereinigte Elektrizitäts- und Bergwerks-Aktiengesellschaft, fundada en 1929) y VIAG (Vereinigte Industrie-Unternehmungen AG, fundada en 1923) en el 2000, su consejero delegado es Wulf H. Bernotat.
E.ON es una de las mayores empresas de servicios públicos de Europa. Ha comprado, por ejemplo, Sydkraft en Suecia y Powergen en el Reino Unido, las cuales han cambiado su nombre a E.ON Sverige y E.ON UK respectivamente. Asimismo, trató de adquirir Endesa en España, pero esta adquisición fue superada por una oferta conjunta de la eléctrica italiana Enel y la española Acciona.
Gracias a la expansión de la Unión Europea, E.ON ha logrado establecerse en sectores estratégicos de la electricidad en países de Europa del este, como Polonia, Hungría, Rumanía y Bulgaria. Además tiene una presencia importante en Rusia, donde participa en una empresa de gas natural.

## Cronología
- 2015: En enero, E.ON vendió su filial en España al fondo australiano Macquarie Group, que recuperó su antiguo nombre de Viesgo. En 2008 E.ON había adquirido la compañía Electra de Viesgo (que pasó a denominar E.ON España, que pertenecía a Enel, y las centrales térmicas de Los Barrios y Tarragona, incrementando su presencia en el mercado español, en el que contaba con 650.000 clientes.[8]
- 2015: Fitch baja la calificación crediticia de E.ON hasta el nivel "BBB+" desde "A-" con perspectiva estable.[9]

## Datos financieros
| Año               | 2002    | 2003   | 2004   | 2005   | 2006   |
| ----------------- | ------- | ------ | ------ | ------ | ------ |
| Ingresos          | 37 059  | 46 363 | 49 103 | 56 399 | 67 759 |
| EBITDA            | 7 680   | 9 458  | 10 520 | 10 272 | 11 353 |
| Resultados netos  | 2 777   | 4 647  | 4 339  | 7 407  | 5 057  |
| Deuda consolidada | 13 979  | 7 855  | 5 483  | −3 863 | −268   |
| Empleados         | 107,856 | 66 549 | 69 710 | 79 947 | 80 612 |

Fuente: OpesC